# Figueiró da Granja
Figueiró da Granja is een plaats (freguesia) in de Portugese gemeente Fornos de Algodres en telt 471 inwoners (2001).